# Kerkouane
El lugar de Kerkouane (Karkouan, كركوان) está situado sobre la costa oriental de Túnez, en la península del Cabo Bon, 12 kilómetros al norte de Kélibia, en la gobernación de Nabeul. El nombre antiguo de la ciudad sigue siendo desconocido; se ha propuesto, no obstante, asociarlo con el topónimo Tamezrat que, hoy en día, designa la llanura donde se alzan las ruinas.
El sitio fue declarado Patrimonio de la Humanidad por la Unesco en el año 1985. La declaración protege una ciudad y una necrópolis púnica. Son los únicos ejemplos de arquitectura púnica que no han sufrido modificaciones por parte de civilizaciones posteriores. La ciudad fue, probablemente, destruida y abandonada durante la primera guerra púnica, en la mitad del siglo III a. C. y no fue reconstruida por los romanos. El relieve actual refleja el estado de la ciudad tal como era en el siglo III a. C.
Kerkouane es una de las ciudades púnicas más importantes junto con Cartago, Hadrumetum y Útica, y pervivió durante cerca de 400 años.

## Excavaciones
El descubrimiento de la ubicación fue debido al azar; es atribuido a Pierre Cintas y Charles Saumagne en el año 1952.
La primera excavación sistemática fue iniciada en 1953 bajo la dirección de Cintas (entonces inspector de las antigüedades púnicas en Túnez). La ausencia de cerámica romana permite optar por la hipótesis de un sitio prerromano (en este caso púnico). El descubrimiento de una copa jónica permite fechar la fundación aproximada del lugar hacia el siglo VI a. C..
Durante el período de 1957 a 1961, tras la independencia de Túnez, la organización y el control de los trabajos fueron confiados a los técnicos del Instituto Nacional de Arqueología y de Arte. Si bien el número de operarios era considerable, la salida de científicos tras el fin del Protectorado Francés en Túnez provocó que las excavaciones se limitaran a sacar a la luz diversos restos y a la recogida del material. El conjunto de los objetos encontrados se expone en el museo instalado en las cercanías.
De julio de 1965 al 1966, las excavaciones se llevaron a cabo en el marco de un seminario internacional organizado por el Centro de la Búsqueda Arqueológica e Histórica. En julio de 1976, M'hamed Hassine Fantar volvió a efectuar excavaciones, que permitieron sacar a la luz el santuario púnico más grande de todo el Mediterráneo occidental. En el transcurso del seminario internacional de 2001, los vestigios de una capilla que dependía del gran templo enriquecieron los conocimientos sobre la arquitectura religiosa de Kerkouane y de la población púnica.
Estas excavaciones son la única fuente de estudio, en ausencia de informaciones escritas. Permiten pensar que los líbicos habitaron el lugar antes de la instalación de la cultura púnica. Si bien el topónimo Kerkouane es utilizado por el uso, el verdadero nombre de la ciudad no puede ser determinado.

## Ciudad
La ciudad cubre una superficie de aproximadamente ocho hectáreas y se le calcula una población aproximada de 2000 habitantes. Aunque situada en la orilla del mar Mediterráneo, no disponía de puerto: los barcos y los pescadores debían refugiarse en dos caletas situadas cerca de la ciudad, mientras los barcos mayores podían atracar en el puerto de Aspis, actual Kélibia.
Los barrios residenciales y los edificios públicos, civiles y religiosos están dispuestos según un plano de urbanismo elaborado dentro de la muralla constituida por dos recintos separados por una calle intermedia. Las calles, rectas y dispuestas en ángulo recto, forman una cuadrícula que organiza la ciudad. Este trazado parece responder a un plan general preestablecido. La arquitectura se distingue por la diversidad de los materiales y las técnicas de construcción utilizados.
Detrás de las murallas, con un espesor de 14 metros, se han encontrado viviendas y espacios sagrados. Las calles están bordeadas por casas organizadas en insulae, que contienen elementos característicos como patios internos, escaleras de acceso y zonas reservadas para actividades diarias.
El sistema hidráulico urbano es notable: disponía de drenaje de aguas sucias, cisternas, canalizaciones para las aguas de lluvia, entre otros elementos. Cada casa tenía su propio cuarto de baño, situado cerca del vestíbulo de entrada y no de las habitaciones, con pavimentos elaborados en mosaicos.
Dos grandes santuarios púnicos estaban situados en el corazón de la ciudad y no en la periferia, como era común en las ciudades romanas. Más allá del perímetro urbano, se excavaron cuatro necrópolis. Dos de ellas, situadas cerca de los acantilados, estaban reservadas: la del norte para niños, inhumados en jarras enterradas en hoyos, y la del sur para adultos, directamente enterrados en tumbas simples. Las otras dos necrópolis presentaban bóvedas clásicas con escaleras, un dromos y una cámara funeraria de piedra arenisca, cuyo mobiliario funerario es comparable al encontrado en Cartago.

## Cultura y relación con otras civilizaciones
En cuanto a la vida económica, Kerkouane parece haber sido esencialmente urbana. La ciudad no muestra rastros significativos de vida rural; sin embargo, la artesanía dejó huellas evidentes, con actividades como la talla de piedra, la estucaduría, el tejido, la curtiduría, la pesca, la alfarería y la orfebrería.
Kerkouane mantenía excelentes relaciones comerciales y culturales con el mundo griego, como lo demuestran los productos importados. Sin embargo, también estaba profundamente influenciada por el Oriente semítico occidental, lo que refleja un crisol cultural que combinaba tradiciones orientales antiguas con el substrato líbico. Este diálogo cultural con las grandes civilizaciones del Mediterráneo refuerza la importancia de Kerkouane como una comunidad urbana singular y un punto de encuentro entre culturas.

## Bibliografía

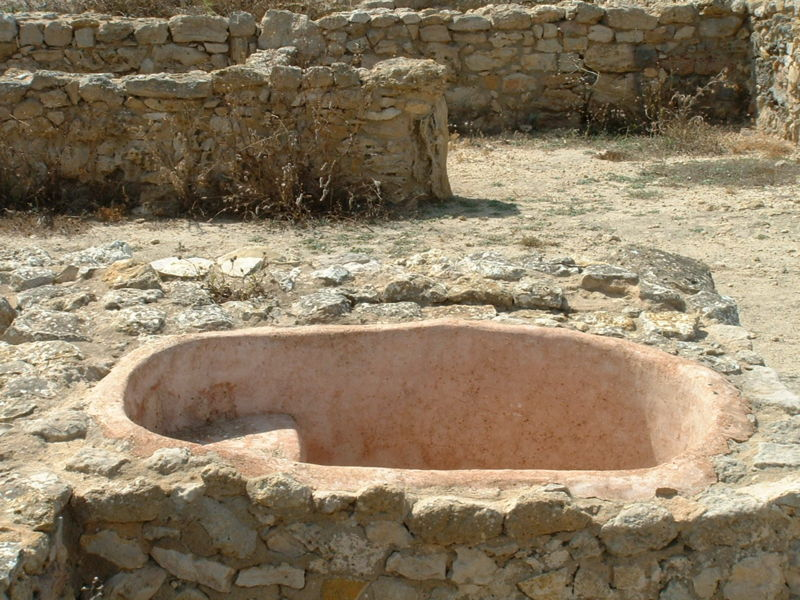
Aseo en Kerkouane.